# Ашурбеков Ерік Магомедсалімович
Ерік Ашурбеков (рос. Э́рик Магоме́дсалимович Ашурбе́ков; нар. 5 січня 1973, Ашхабад, Туркменська РСР) — радянський, російський, туркменський та український футболіст, півзахисник та нападник. Зараз — тренер.

## Кар'єра гравця
У 2010 році зіграв 7 матчів у Першості КФК, наприкінці сезону у віці 36 років завершив кар'єру гравця.

## Кар'єра тренера
Після відходу Андрія Боглаевского з поста головного в «Октані» в червні 2009 року став граючим тренером. Протягом двох років після закінчення ігрової кар'єри продовжував очолювати «Октан». Сезон 2011/12 років команда закінчила на 11-му місці, що є найвищим досягненням клубу в історії. На момент відставки «Октан» займав останнє, 15-те місце в сезоні 2012/13 років. 23 січня 2013 року клуб повідомив про розірвання контракту з тренером і його перехід до штабу головного тренера молодіжного складу «Амкара» Костянтина Парамонова